# 小行星98722
小行星98722（98722 Elenaumberto）是一颗绕太阳运转的小行星，为主小行星带小行星。该小行星于2000年12月22日发现。
該小行星以發現者詹盧卡·馬西的父母埃琳娜·佩爾西基利（Elena Persichilli）和翁貝托·馬西（Umberto Masi）命名。

## 轨道参数
小行星98722的轨道半长轴为2.5862316 UA，离心率为0.195。